# Tony Philp
Anthony Steven "Tony" Philp é um velejador fijiano. É embaixador da marca da revista internacional The Outdoor Journal e também consultor da Associação Internacional de Surfe.
Philp é um dos únicos dois atletas nascidos em Fiji, junto com o jogador de golfe Vijay Singh, a ser classificado em primeiro lugar na lista oficial do ranking mundial de esportes.
Ao longo de sua carreira esportiva, Philp ganhou 13 títulos mundiais individuais de windsurf nos Campeonatos Mundiais de 1991, 1992, 1993, 1994, 1995 (incluindo quatro títulos mundiais gerais) e competiu em cinco Jogos Olímpicos consecutivos de 1984 a 2000. Também foi vice-campeão mundial nas classes olímpicas de Windsurf e Mistral em 1989 e 1999 e liderou a lista de classificação mundial da Federação Internacional de Vela para windsurf olímpico em 1997.
Aos 15 anos, Philp foi o atleta mais jovem a competir em um evento olímpico de vela em 1984, e foi porta-bandeira de seu país nos Jogos Olímpicos de Verão de 2000. Foi nomeado membro da Ordem das Fiji, o prêmio mais antigo no sistema de honras de Fiji em 1995 e foi introduzido no Hall da Fama dos Esportes das Fiji em 2009, por conquistas e contribuição para os esportes em seu país.